# Малышево (Здвинский район)
Малышево — деревня в Здвинском районе Новосибирской области. Входит в состав Алексеевского сельсовета.

## География
Площадь деревни — 28 гектаров.
Расположена на берегу озера Сартлан.

## Население
| 2002 | 2007 | 2010 |
| ---- | ---- | ---- |
| 91   | ↘63  | ↘59  |

## Инфраструктура
В деревне по данным на 2007 год функционируют 1 учреждение здравоохранения, 1 образовательное учреждение.